# Геометријско место тачака
Геометријско место тачака је класа тачака које имају једну или више заједничких особина. Обично се користи за скуп услова који дефинишу једну или више непрекидних фигура, тј. кривих. На пример, линија је геометријско место тачака које су еквидистантне од две фиксиране тачке.
Овим приступом се омогућава описивање веома сложених геометријских облика преко нула функција или полинома. Међутим, површи другог реда се дефинишу као нуле квадратних полинома. Општије, геометријска места тачака у смислу нула система полинома се зову алгебарски простори. Њихове особине се изучавају на пољу математике које носи име алгебарска геометрија.

## Примери
Многа геометријска тела могу бити представљена као геометријска места тачака. Следи неколико примера.
Разне врсте правих (у равни):
- Геометријско место тачака које су подједнако удаљене од дате праве за дато растојање је пар правих паралелних са датом правом. Обе ове праве су од дате удаљене за дато растојање, а тиме је дата права и њихова међупаралела.
- Геометријско место тачака код кога су растојања сваке засебне тачке од две дате тачке једнака је симетрала дужи коју чине две дате тачке.
- Геометријско место тачака, код кога су растојања сваке засебне тачке од две дате праве које се секу, су симетрале углова које граде ове две праве.
- Геометријско место тачака које су од две паралелне праве подједнако удаљене је њихова међупаралела. Паралелна је са њима и налази се тачно између њих.
- Геометријско место тачака које заједно са једном датом тачком граде векторе правца истоветног датом вектору, је права којој дата тачка припада, а правац јој је одређен правцем датог вектора.

Конике:
- Геометријско место тачака које су од дате тачке удаљене за дато растојање је круг са центром у датој тачки и радијусом који је једнак датом растојању.
- Геометријско место тачака код кога је сума растојања сваке тачке од две дате тачке једна дата константа је елипса. Две дате тачке су фокуси елипсе.
- Геометријско место тачака код кога је разлика растојања сваке тачке од две дате тачке једна константа је хипербола. Две дате тачке су фокуси хиперболе.
- Геометријско место тачака код кога су растојања сваке засебне тачке од дате тачке и дате праве једнака је парабола.

Просторне фигуре:
- Геометријско место тачака које су подједнако удаљене од дате праве, за дато растојање, је ваљак чија је оса дата права а радијус дато растојање.
- Геометријско место тачака које су од дате тачке удаљене за дато растојање је сфера са центром у датој тачки и радијусом једнаком датом растојању.